# 취수
취수(取水, Intake)란 수도 이용자들에게 정수된 물을 공급하기 위해 상수도에서 수원으로부터 물을 취입하는 과정을 말한다.

## 계획 취수량
계획 취수량은 계획 1일 최대 급수량의 5~10%정도를 추가로 취수한다. 원칙적으로는 10%를 추가 취수한다. 이를 여유 수량이라고 하는데 이렇게 하는 이유는 각종 상수도 시설에서의 손실과 세척수 등을 고려하기 때문이다.

## 지표수 취수 시설
지표수 취수 시설로는 취수관(Intake pipe), 취수문(Intake gate), 취수탑(Intake Tower)가 있다. 수원의 종류에 따라 적용하는 취수 시설의 종류가 달라진다. 하천수의 취수에는 취수관, 취수문, 취수탑이 이용되고, 하천 유량이 안정된 곳에는 취수문이, 대량 취수에 유리한 곳, 연간 수위변화가 큰 지점에는 취수탑을 사용한다.

## 지하수 취수 시설
지하수 취수 시설은 지하수의 유형에 따라 종류가 나뉜다. 복류수의 취수에는 집수매거, 자유수면 지하수의 취수에는 천정호나 심정호, 피압면 지하수의 경우에는 굴착정을 이용한다.

## 침사지
수원에서 취수한 물 속의 모래가 도수관 내에 침전되는 것을 막기 위하여 설치하는 시설을 침사지라고 한다. 취수구 혹은 취수 펌프 유입 전에 설치한다. 침사지 용량은 계획 취수량을 10~20분간(체류 시간) 저류할 수 있는 크기이어야 하며, 평균 유속은 2~7cm/s이다. 유효 수심은 3~4m로 만든다.

## 같이 보기
- 상수도의 계통

## 참고 문헌
- 노재식; 한웅규; 정용욱 (2016). 《토목기사 대비 상하수도 공학》. 한솔아카데미. ISBN 9791156562344.